# Geuenich

Geuenich war ein Ortsteil der  Gemeinde Inden im Kreis Düren, Nordrhein-Westfalen, die zu Beginn des 21. Jahrhunderts dem Tagebau Inden weichen musste. 

## Geschichte
Die archäologischen Untersuchungen ergaben römische Münzfunde aus dem 4. Jahrhundert und ein vermutetes Matronenheiligtum. Man nimmt ferner an, dass die ältesten Teile der Geuenicher Kirche um das Jahr 700 zur Merowingerzeit errichtet und später von den Franken weiter benutzt wurden. 1170 wurde der Ort als Geuwenich erstmals in einer Urkunde erwähnt, nach der die Heinsberger Stiftskirche dort Einkünfte hatte.
Der Ort war Sitz eines Gerichtsbezirks des Herzogtums Jülich und hatte dadurch für diese Gegend eine gewisse Bedeutung. 1693 ist aus einem Rentenverzeichnis ersichtlich, dass es in Geuenich mehrere Häuser und zwei Gassen gab. Im 16. Jahrhundert hatte der Ort zwischen 200 und 250 Einwohner.
Wahrscheinlich ist der Ursprung von Geuenich das Gut eines romanisierten Kelten mit dem Namen Gavinius oder Gabinius. Aus diesem Namen entwickelte sich der Ortsname „Geuenich“.
Der evangelische Pfarrer Dremmer entdeckte bei Grabungen 1881 etwa 250 m von der Geuenicher Pfarrkirche die Reste eines großen römischen Gutes.

## Kirche
1180 wird die Kirche erstmals erwähnt, als Herzog Heinrich III. von Limburg das Patronatsrecht der Kirche von Geuenich an das Kloster Wenau verschenkte.
Die dem Heiligen Remigius geweihte Kirche war im 14. Jahrhundert Pfarrkirche für die Orte Altdorf, Inden und Pattern.
1678 zerstörte eine Feuersbrunst den Ort. Jahrelang standen nur noch drei Häuser in der Nähe der Kirche, nämlich das Pfarrhaus, das Küsterhaus und ein Hof, die jedoch immer mehr verfielen. Kirche und Häuser wurden dann abgebrochen. 1804 wurde die uralte Pfarre Geuenich aufgelöst.
Über die Kirche gibt es eine genaue Beschreibung. Demnach war sie im gotischen Stil gebaut. Der Chor hatte sechs sehr schlanke Fenster, südwärts war eine Abseite, vielleicht aus späterer Zeit, nordwärts die Sakristei angebaut. In dem Zwischenraum befand sich ein großer Sarg eingemauert. Der hohe Turm an der Westseite, mit niedrigem Dachstuhl, war massiv aus unbehauenen Bruchsteinen errichtet.